# Apteromantis bolivari
Apteromantis bolivari är en bönsyrseart som beskrevs av Werner 1929. Apteromantis bolivari ingår i släktet Apteromantis och familjen Mantidae. Inga underarter finns listade i Catalogue of Life.